# Popis ugroženih spomenika Bosne i Hercegovine
Popis ugroženih spomenika Bosne i Hercegovine.
Ugroženi nacionalni spomenici Bosne i Hercegovine su:
- Kompleks Ada u Stocu
- Povijesno područje – nekropola stećaka Radimlja kod Stoca
- Povijesno područje – Stari grad Stolac
- Graditeljska cjelina – Tvrđava u Jajcu
- Resulbegovića kuća u Trebinju
- Turhan Emin-begova džamija u Ustikolini
- Arheološko područje Ripač kod Bihaća
- Povijesno jezgro Blagaja, Mostar
- Povijesni spomenik Šeranića kuća u Banjoj Luci
- Područje i ostatci povijesnog spomenika – Crkva sv. Georgija (Đurđevica) u Gomiljanima, Grad Trebinje
- Arheološko područje – Korića-Han u Gračanici
- Tvrđava u Kozarcu, Prijedor
- Graditeljska cjelina – Stari grad Bužim u Bužimu
- Povijesno gradsko područje Kreševo u Kreševu
- Arheološko područje Rataje, Općina Foča
- Graditeljska cjelina – Stari grad Ljubuški u Ljubuškom
- Graditeljska cjelina – Džamija i medresa Mehmed-paše Kukavice u Foči
- Povijesno područje – Stari grad Prusac, Općina Donji Vakuf
- Povijesno područje – Stari grad Koštun (Koštur) u Dabrici, Općina Berkovići
- Grobljanska cjelina – groblje na Presjeci kod Ustikoline, Općina Foča
- Povijesni spomenik – Most na rijeci Žepi, Općina Rogatica
- Graditeljska cjelina – Balagija (Balaguša) džamija s haremom u Livnu
- Srpska Pravoslavna crkva sv. Nikole u Srđevićima, Općina Gacko
- Povijesno područje – Nekropola sa stećcima Delijaš kod Trnova
- Mjesto i ostatci graditeljske cjeline džamije u Kazancima (džamija Osman-paše Kazanca) kod Gacka
- Graditeljska cjelina – Stari grad Glamoč u Glamoču
- Povijesno područje – stari križevi u Drežnici kod Mostara
- Graditeljska cjelina – Stari grad Samobor, RS
- Arheološko područje – helenisički grad Daorson u Ošanićima kod Stoca
- Arheološka područja – Nekropole sa stećcima na lokalitetima zaselak Brdo i zaseok Perići, naselje Hodovo, Grad Stolac
- Arheološko područje – Nekropola sa stećcima na lokalitetu Pravoslavnog groblja u selu Ljubljenici, Općina Berkovići
- Sulejman-pašića kula u Odžaku kod Bugojna
- Staro pravoslavno groblje u Šljivnu na Manjači, Grad Banja Luka
- Arheološko područje i ostatci stare tvrđave Prozor u Prozoru
- Povijesna cjelina – Prapovijesna gradina, stari grad Sokolac u selu Sokolcu, Grad Bihać
- Arheološko područje Tašlihan, Općina Stari Grad, Sarajevo
- Povijesna građevina – zgrada nekadašnjeg Samostana i škole časnih sestara Milosrdnica u Travniku
- Povijesna građevina – Dvorana bivšeg hotela “Bosna“ (Zgrada Turskog konzulata) u Brčkom
- Povijesno područje – Nekropola sa stećcima Srednje, Općina Ilijaš
- Povijesno područje – Stari grad Kamengrad, Općina Sanski Most
- Povijesno područje – Nekropola sa stećcima na lokalitetu Navitak u selu Boganovići, Općina Olovo
- Povijesni spomenik – Musafirhana (Salihagića kuća) u Fojnici
- Povijesno područje – Nekropola sa stećcima na lokalitetu “Mramorje“ na lokalitetu Moguš, općina Olovo
- Stambena graditeljska cjelina – Hadžišabanovića kuća u Sarajevu, Općina Stari Grad Sarajevo
- Povijesno područje – Nekropola sa stećcima Opara, Općina Novi Travnik
- Graditeljska cjelina – Jajce kasarna u Sarajevu, Općina Stari Grad
- Prirodno-graditeljska cjelina – Korito Bregave s mlinicama, stupama i mostovima, Grad Stolac
- Pokretno dobro – Fondovi i zbirke Povijesnog arhiva Sarajevo
- Kulturni krajolik – selo Lukomir (Gornji Lukomir), Grad Konjic
- Kulturni pejsaž – Nekropole sa stećcima u selu Sovići, Općina Jablanica
- Povijesno područje – Stari grad Todorovo (Novigrad) i džamija u Todorovu, Općina Velika Kladuša
- Graditeljska cjelina – Utvrda Vrnograč u Vrnograču, Općina Velika Kladuša
- Povijesno područje – Nekropola sa stećcima i grobovi, lokalitet Gračani, Grad Konjic
- Pokretno dobro – Filmski materijal Kinoteke Bosne i Hercegovine u Sarajevu
- Stambena graditeljska cjelina – Hadžibegova kuća (kuća Ljubović Hasanbega) u Zvorniku
- Povijesna građevina – Stara željeznička postaja na Ilidži u Sarajevu
- Graditeljska cjelina nekadašnje Tvornice Papira (“Papirne“) u Zenici
- Graditeljska cjelina – Hastahana (zgrada Vakufske bolnice) u Sarajevu, Općina Stari Grad,
- Stambena graditeljska cjelina – ishodna kuća porodice Džabić, poznata kao Džabića-kula, u Vrapčićima kod Mostara
- Povijesni spomenik – zgrada u ul. Varoš 11 u Jajcu
- Graditeljska cjelina – grupa zgrada u Kotromanićevoj ulici (Kotromanićeva br. 36,  br. 38. i zgrada na uglu Kotromanićeve i Ul. Kalmija Baruha) u Sarajevu
- Povijesna građevina – Hajduk-kula na Kručevića Brdu kod Čitluka, FBiH
- Nekropola sa stećcima Bijača, Ljubuški
- Kuća poznata kao Dervišagića-kuća (kuća srebreničkog kadije hadži Husejna ef. Đozića) u mahali Crvena Rijeka u Srebrenici
- Arhivska građa Arhiva BiH, Općina Centar, FBiH
- Povijesno područje – Nekropole sa stećcima i nišanima na Ozrenu, Općina Ilijaš
- Povijesna građevina – Rt kula (Kulina na rijeci Krupi) u Dračevu, Grad Čapljina
- Ferhat-pašina biblioteka u Banjoj Luci
- Graditeljska cjelina – Novo Selo (Franz Josefsfeld), Grad Bijeljina
- Grobljanska cjelina – Staro pravoslavno groblje na Pašinovcu u Mostaru
- Povijesni spomenik – Zgrada željezničke postaje Šipad (Zgrada bivše željezničke postaje Steinbeiss) u Jajcu
- Mjesto i ostatci povijesnog spomenika – Ljubunčića (Teskeredžića) kula u Voljicama, Općina Uskoplje
- Povijesna građevina – Kino Centar u Tuzli
- Arheološko područje – Stari grad Kozograd, Općina Fojnica
- Mlinica u Budošima, Grad Trebinje
- Pokretno dobro - Kunovski zapis vlasništvo Zemaljskog muzeja Bosne i Hercegovine u Sarajevu -
- Povijesna građevina –Stari grad Rmanj u Martin Brodu, Grad Bihać
- Graditeljska cjelina – Crkva Sv. Prokopija u Visokom
- Povijesno gradsko područje Počitelja

## Vanjske poveznice
- Povjerenstvo za očuvanje nacionalnih spomenika[neaktivna poveznica] Privremeni popis nacionalnih spomenika Bosne i Hercegovine
- Povjerenstvo za očuvanje nacionalnih spomenika[neaktivna poveznica] Popis ugroženih spomenika Bosne i Hercegovine